# Bandiera di Tokelau
La bandiera di Tokelau è stata approvata fu adottata nel 2009 come emblema nazionale accanto alla bandiera ufficiale della Nuova Zelanda.
Il Governatore generale presentò la nuova bandiera il 7 settembre 2009 e la sua adozione ufficiale fu pianificata per l'ottobre del 2009
La bandiera ha un sfondo blu, con una barca nativa nel giallo (la linea è lo scafo, e il triangolo è la vela). Alla sinistra sono quattro stelle bianche di cinque punte della costellazione Croce del Sud. Come nella bandiera della Nuova Zelanda, la quinta stella della costellazione, Epsilon Crucis, è assente.

## Galleria d'immagini

La bandiera proposta negli anni 1980
Ricostruzione della bandiera proposta nel 2007